# Comactinia
Genre
Comactinia est un genre de crinoïde de la famille des Comasteridae (ordre des Comatulida).

## Description et caractéristiques
Ces comatules ont 10 bras (les antérieurs plus longs que les postérieurs) et une bouche excentrique. Le centrodorsal est circulaire, fin, et porte toujours des cirrhes.

## Liste des espèces
Selon World Register of Marine Species (8 avril 2015) :
- Comactinia echinoptera (Müller, 1840) -- Caraïbes
- Comactinia meridionalis (L. Agassiz, 1865) -- Caraïbes
- Comactinia titan Messing, 2003 -- Pacifique ouest